# SPARC (réacteur)
Pour les articles homonymes, voir SPARC.

SPARC, dont l'acronyme signifie Soonest/Smallest Private-Funded Affordable Robust Compact , est un réacteur tokamak de fusion nucléaire dont la construction a été proposée par Commonwealth Fusion Systems (CFS) en collaboration avec le Massachusetts Institute of Technology (MIT) Plasma Science and Fusion Center (PSFC), avec un financement d'Eni, Breakthrough Energy Ventures, Khosla Ventures, Temasek, Equinor, Devonshire Investors et d'autres.
SPARC prévoit de prouver la technologie et la physique nécessaires pour construire une centrale à fusion nucléaire basée sur le concept de centrale ARC. SPARC propose d'utiliser des aimants puissants construits avec un nouveau supraconducteur à haute température d'oxyde de cuivre et d'yttrium baryum (YBCO) afin de produire des plasmas qui génèrent deux fois plus d'énergie que l'énergie requise pour maintenir le plasma à des températures élevées (200 millions de kelvin). Le but est d'avoir un gain de fusion Q supérieur à 2. En dépit d'être un appareil relativement compact, SPARC est conçu pour répondre à cette mission avec de la marge et peut être capable de produire jusqu'à 140 MW de puissance de fusion par rafales de 10 secondes,.
En septembre 2020, les chercheurs travaillant sur SPARC ont dit qu'ils pensent que la construction commencera en 2021 et prendra 4 ans pour être terminée,.
En septembre 2021, CFS annonce le succès de l'expérimentation d'un aimant supraconducteur à haute température, capable de générer des champs magnétiques de 20 Tesla. CFS prévoit de mettre en service son prototype de SPARC en 2025. La levée de fonds de 2021 a pour but de financer la construction de SPARC et ARC. SPARC devrait atteindre le seuil de l'énergie nette de fusion en 2025 et l'achèvement de la centrale électrique commerciale à fusion ARC est prévu en 2030.